# Castelnau-Valence
Castelnau-Valence är en kommun i departementet Gard i regionen Occitanien i södra Frankrike. Kommunen ligger i kantonen Vézénobres som tillhör arrondissementet Alès. År 2022 hade Castelnau-Valence 482 invånare.

## Befolkningsutveckling
Antalet invånare i kommunen Castelnau-Valence
Referens:INSEE